# 반델레이 프란시스쿠
반델레이 프란시스쿠(포르투갈어: Vanderlei Francisco, 1987년 9월 25일 ~ )는 브라질 출생의 의 축구 선수로 포지션은 스트라이커이다.
K리그 등록명은 반델레이였다.

## 선수생활
2014년 K리그 챌린지 대전 시티즌으로 1년 임대이적하였으며, 주로 원정경기서 골을 많이 기록하며 2014시즌 한해동안 총 7골을 기록하였다. 주로 탄력 있는 움직임으로 기회를 많이 만들었으며, 득점력이 좋은 아드리아노 위주의 공격을 보조하는 역할을 수행하였다. 수원 FC와의 홈폐막전서 멀티골을 기록하며 홈 첫골을 기록하였고, 팀의 K리그 챌린지 2014 우승을 이끌었다.

## 수상

### 대전 시티즌
- K리그 챌린지
  - 우승 1회 : 2014